# Kramer mod Kramer (film)
Kramer mod Kramer er socialrealistisk dramafilm fra 1979. Filmen er baseret på Avery Cormans roman af samme navn.

## Plot
Ted Kramer er arbejdsnarkoman og aldrig hjemme. Det bliver hans kone Joanna så træt af, at hun skrider fra ham og sønnen Billy. Rollen som alenefar passer ikke Ted særlig godt, men han tager den på sig og får et meget tæt forhold til sin søn på bekostning af karrieren. Men en dag vender Joanna tilbage og kræver forældremyndigheden ad rettens vej.